# Кампер-Гезеннек
Кампе́р-Гезенне́к (фр. Quemper-Guézennec, брет. Kemper-Gwezhenneg) — коммуна во Франции, находится в регионе Бретань. Департамент — Кот-д’Армор. Входит в состав кантона Бегар. Округ коммуны — Генган.
Код INSEE коммуны — 22256.

## География
Коммуна расположена приблизительно в 400 км к западу от Парижа, в 125 км северо-западнее Ренна, в 33 км к северо-западу от Сен-Бриё.
Вдоль северо-западной границы коммуны протекает река Триё, а вдоль северо-восточной — река Леф.

## Население
Население коммуны на 2016 год составляло 1113 человек.
| 1962 | 1968 | 1975 | 1982 | 1990 | 1999 | 2008 | 2016 |
| ---- | ---- | ---- | ---- | ---- | ---- | ---- | ---- |
| 1368 | 1235 | 1180 | 1103 | 1029 | 1018 | 1065 | 1113 |

## Администрация
| Период | Период | Фамилия          | Партия       | Примечания  |
| ------ | ------ | ---------------- | ------------ | ----------- |
| 1989   | 2001   | Эме Стефан       | Разные левые | ремесленник |
| 2001   | 2014   | Жильбер Ле Вайан | беспартийный |             |

## Экономика
В 2007 году среди 630 человек в трудоспособном возрасте (15—64 лет) 419 были экономически активными, 211 — неактивными (показатель активности — 66,5 %, в 1999 году было 64,6 %). Из 419 активных работали 370 человек (207 мужчин и 163 женщины), безработных было 49 (18 мужчин и 31 женщина). Среди 211 неактивных 51 человек были учениками или студентами, 90 — пенсионерами, 70 были неактивными по другим причинам.

## Достопримечательности
- Церковь Св. Петра (XIX век)[3]
- Часовня Сен-Моде (XIV век)
- Старый дом приходского священника (XVIII век)
- Замок Фринандур

## Фотогалерея

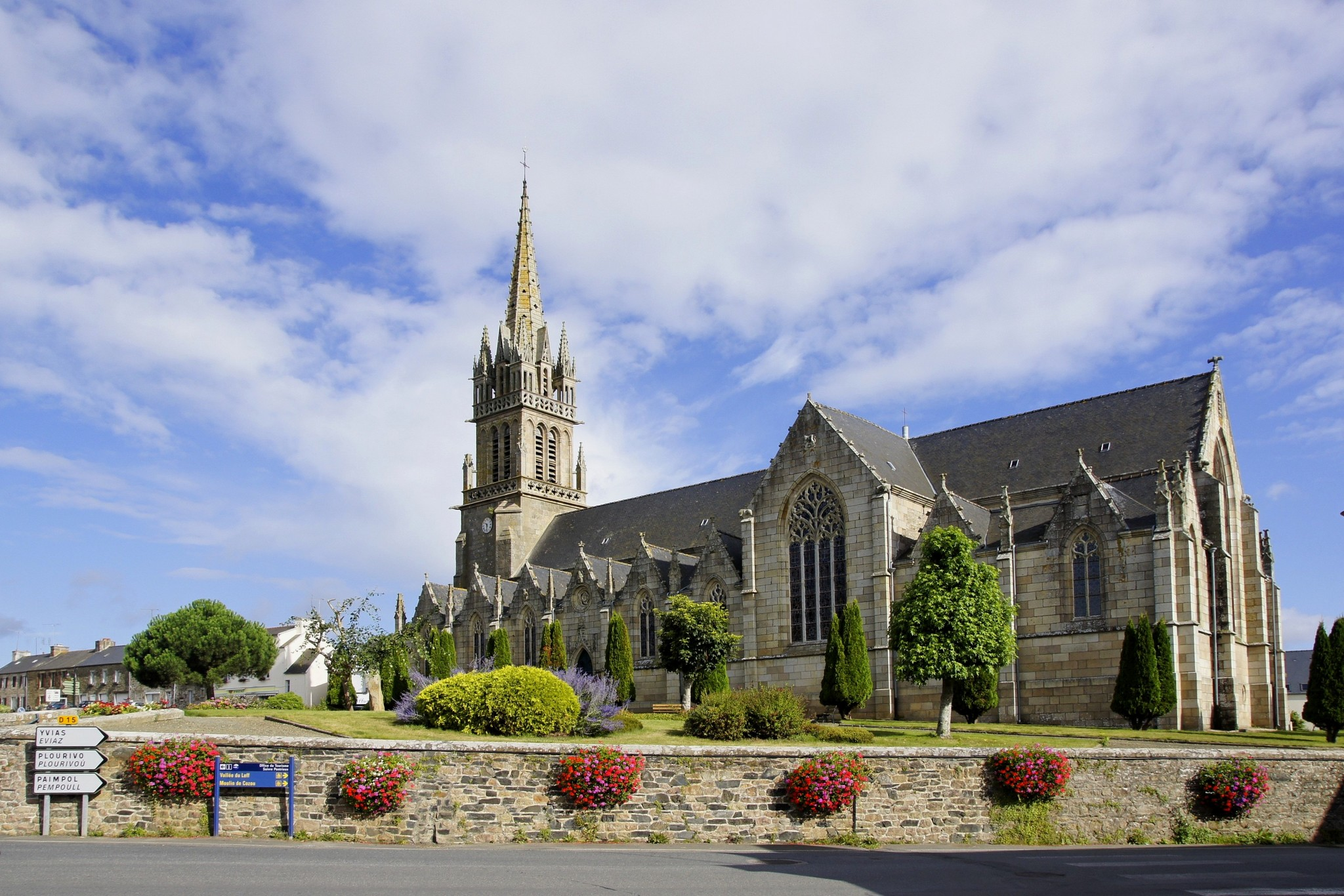
Церковь Св. Петра
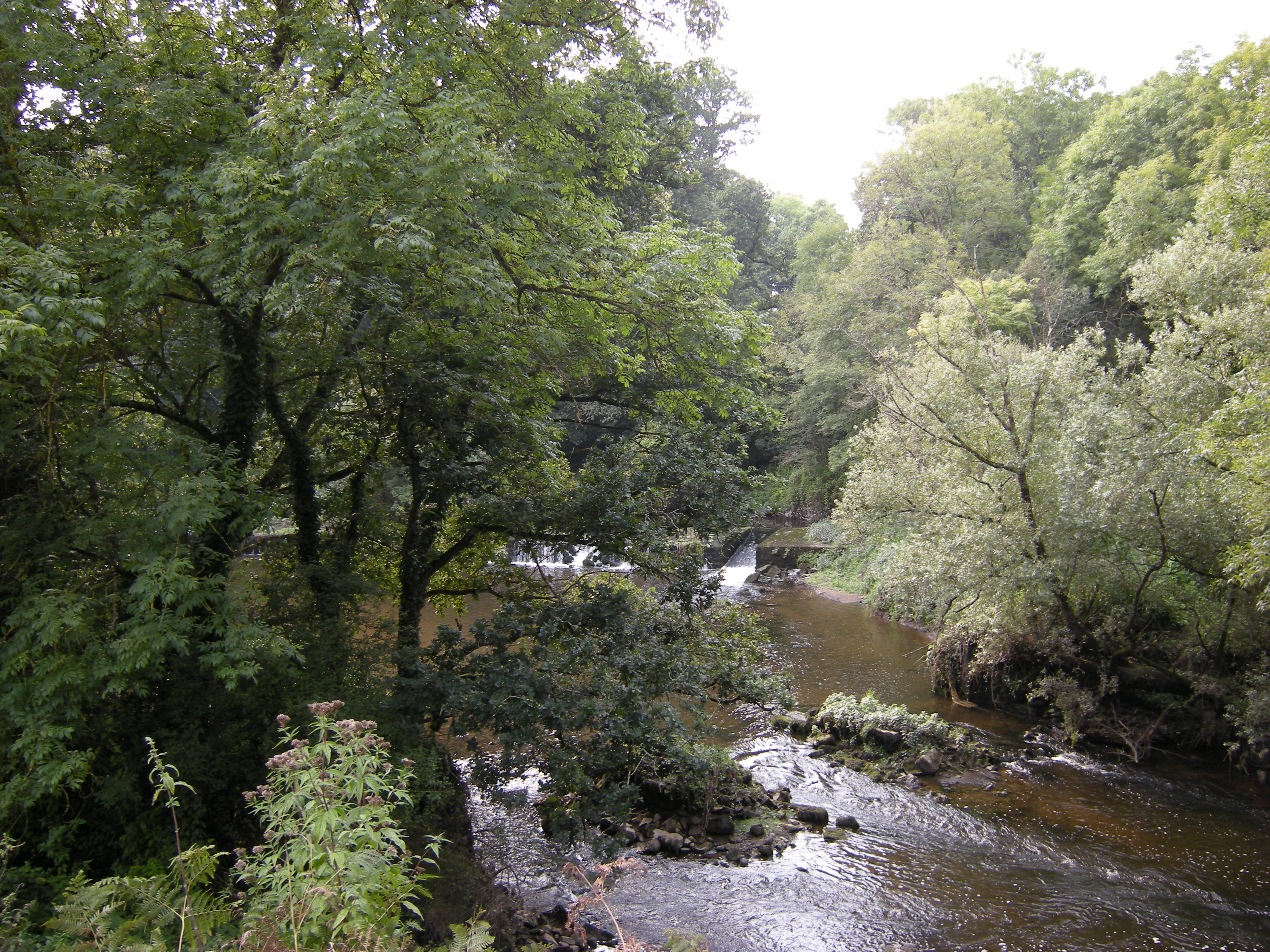
Река Леф
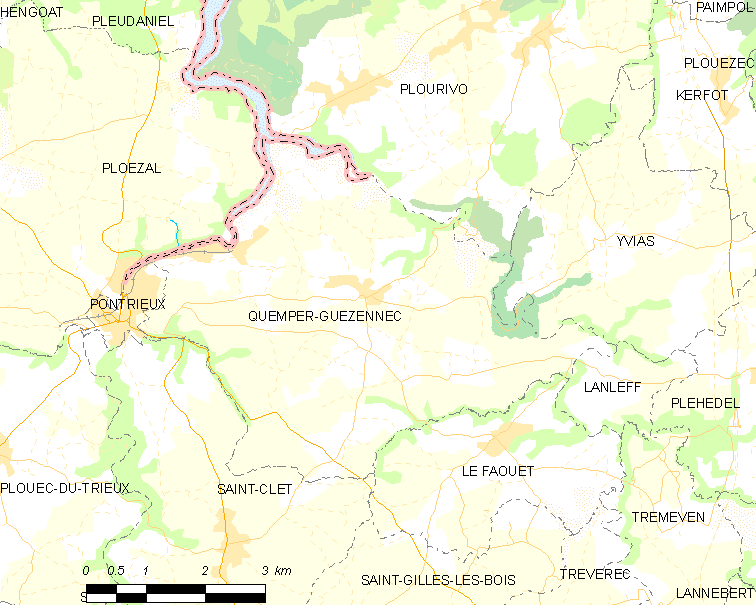
Карта коммуны